# Prokopija
Prokopija (grčki: Προκοπία, Prokopia; o. 770. – nakon 813.) bila je bizantska princeza i carica. Moguće je i da je postala redovnica. 

## Obitelj
Carica Prokopija je bila kći bizantskog cara Nikefora I. i njegove supruge, carice nepoznata imena te tako sestra cara Staurakija (Σταυράκιος), koji je naslijedio svoga oca 26. srpnja 811. te je vladao veoma kratko. Naslijedio ga je Mihael I., za kojeg se Prokopija bila udala. Ona je snažno utjecala na njega te je aktivno upravljala carskim dvorom.
Mihael i Prokopija su bili roditelji Teofilakta (Θεοφύλακτος), koji je bio očev suvladar; potom, Staurakija, koji je umro prije oca; patrijarha Ignacija, koji je proglašen svetim; Gorgone i Teofano (obje postale redovnice). Mihael je abdicirao 11. srpnja 813.